# Muhammad II. al-Mahdí
Muhammad II. al-Mahdí (arabsky: محمد المهدي بالله‎, Muhammad al-Mahdí bil-láh) byl 4. chalífa z Córdoby z dynastie Umajjovců v al-Andalus, (maurská Ibérie). Po rozpadu své armády o počtu 7 000 vojáků bojoval s opozicí ve snaze obhájit svůj nárok na titul chalífy proti svému oponentovi Sulaymanu ibn al-Hakam. Po turbulentním období jeho krátké vlády, ve kterém se mnoho mocných bojujících frakcí střídalo u moci v pokusech o jeho nahrazení, byl nakonec sesazen. Po jeho smrti jej mnoho muslimských historiků obvinilo z toho, že zničil svatost amiridského harému.